# سقاية سميز موسى باشا
سقاية سميز موسى باشا
سميز (بالتركية: semiz) وتعني السمين، وهو لقب موسى باشا، الذي كان واليا على بغداد، في العهد العثماني للفترة من سنة 1647م، إلى سنة 1648م. وقد أنشأ هذا الوالي سقاية للماء في بغداد، مخصصة لأنتفاع العامة من الناس، عرفت بسقاية سميز موسى باشا، وهذا ما اشار اليه المؤرخ التركي أوليا جلبي في مذكرات رحلته عند زيارته مدينة بغداد.